# Terhand
Terhand (ook: Ter Hand) is een belangrijk gehucht ten noordwesten van de tot de West-Vlaamse gemeente Wervik behorende plaats Geluwe.

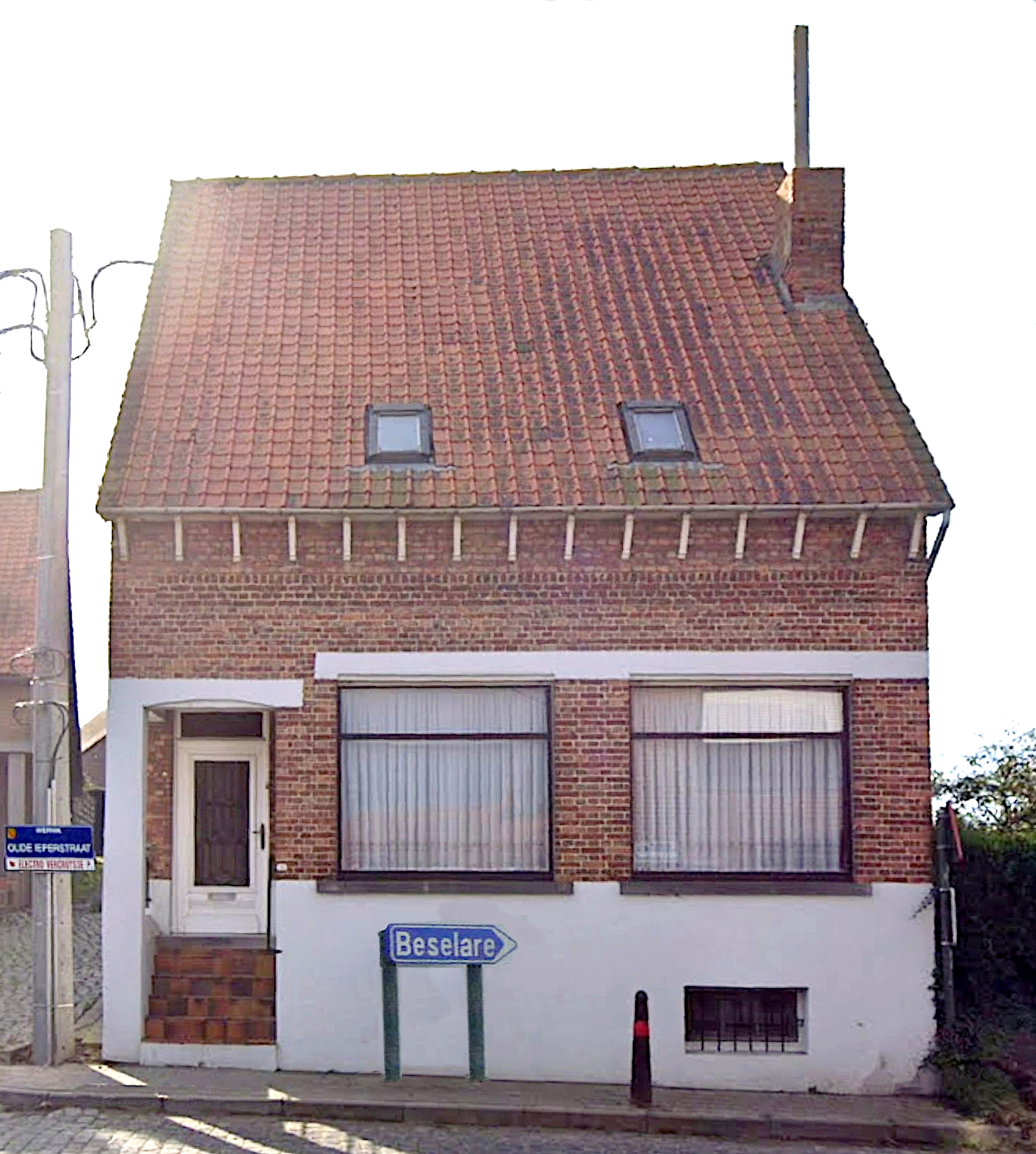
De Hoge Terhand

Het plaatsje ontwikkelde zich om een kruispunt van wegen. In de directe omgeving bevond zich het Kasteel Ter Beke.
Terhand, landelijk gehucht gelegen ten noorden van de dorpskom aan het kruispunt Magerheid- / Oude Ieper- / Peperstraat; genoemd naar oude herberg. Volledig verwoest tijdens de Eerste Wereldoorlog en in het begin van de jaren 1920 min of meer naar vooroorlogs patroon heropgebouwd; nu weliswaar zonder de Terhandmolen, een houten windmolen van 1773 
In 1773 stond al hier de Terhandmolen. De naam Terhand komt van een herberg die hier eveneens stond. Het gehele plaatsje, inclusief de molen, werd verwoest tijdens de Eerste Wereldoorlog en vanaf 1920 weer herbouwd.
Er kwam, naast een winkel, onder meer een wijkschooltje, gebouwd in 1922 met een kapel. Deze kapel, ontworpen door R. Lernout, werd ingewijd in 1938.
Na leegstand werden kapel en school in 2016 gesloopt om plaats te maken voor een nieuw dorpshuis.

## Nabijgelegen kernen
Dadizele, Beselare, Geluwe